# Коројешти (Богданица)
Коројешти (рум. Coroiești) насеље је у Румунији у округу Васлуј у општини Богданица. Oпштина се налази на надморској висини од 144 m.

## Становништво
Према подацима из 2011. године у насељу је живело 249 становника.